# ARASHI NO.1 (ICHIGOU) -嵐は嵐を呼ぶ-
『ARASHI NO.1 (ICHIGOU) -嵐は嵐を呼ぶ-』（アラシ イチゴウ あらしはあらしをよぶ）は、日本の男性アイドルグループ・嵐の通算1枚目となるオリジナル・アルバム。2001年1月24日にポニーキャニオンから発売された。

## 解説
CDデビューから約1年後に発売した初のアルバム。初回出荷枚数は80万枚。
完全限定盤（初回限定）としてBOX仕様、ステッカー封入されたものも販売された。
シングルが4曲入っているが、両A面扱いだった「HORIZON」は唯一収録されていない。
現在は廃盤となっているため、ネットオークションサイトなどで高値で取引されていることがある。また、PONY CANYONにおける唯一のアルバムであり、次作からJ Stormにレーベルを移籍した。
2020年2月7日に収録曲のデジタル配信及びサブスクリプション配信が解禁された。CDはPONY CANYONから発売されたが、配信元はJ Stormとなっている。ジャケット写真も音楽配信に伴いCDとは異なるデザインとなっている。
HPなどに記載は無いが国外ではカセットテープも販売されていた。型番はPMCA-00004。

## 収録曲
1. Introduction 〜STORM〜（inst.）[1:45]
作曲・編曲：鈴木雅也
2. A・RA・SHI [4:28]
  - 1stシングル
3. DANGAN-LINER [4:07]
作詞：TAKESHI、作曲：谷本新、編曲：CHOKKAKU
  - 松本潤のラジオ番組『JUN STYLE』オープニング・テーマ[2]

2000年オリジナル曲
デビュー当時にレコーディングしている[2]。
4. SUNRISE日本 [4:45]
  - 2ndシングルの1曲目
5. サワレナイ [4:45]
作詞：戸沢暢美、作曲・編曲：庄野賢一
6. 感謝カンゲキ雨嵐 [4:49] 
  - 4thシングル
7. 愛と勇気とチェリーパイ [5:17] 
作詞：戸沢暢美、作曲・編曲：岩田雅之
8. Deepな冒険 [4:37]
作詞：戸沢暢美、作曲：飯田建彦、編曲：CHOKKAKU
  - NHK系『ザ少年倶楽部』2代目エンディング・テーマ[3]
9. helpless [5:10]
作詞：椎名祐生、作曲：ZAKI、編曲：岩田雅之
10. On Sunday [5:07]
作詞：戸沢暢美、作曲：守山茂樹、編曲：宗像仁志
  - 相葉雅紀・松本潤・大野智出演 日本テレビ系ドラマ『史上最悪のデート』主題歌
11. 野性を知りたい [4:33]
作詞：久保田洋司、作曲・編曲：ZAKI
  - 嵐出演 ブルボン「プチシリーズ」CMソング
12. アレルギー [4:03]
作詞：TAKESHI、作曲・編曲：岩田雅之
2000年オリジナル曲
13. ココロチラリ [4:37]
作詞：TAKESHI、作曲・編曲：原一博
  - 嵐出演 日本マクドナルド「オイシサの嵐キャンペーン」CMソング
14. 台風ジェネレーション -Typhoon Generation- [4:59]
  - 3rdシングル

## 映像作品
DANGAN-LINER
- ALL or NOTHING
- 2004 嵐!いざッ、Now Tour!!
- ARASHI Anniversary Tour 5×10
- 5×20 All the BEST!! 1999-2019（初回限定盤2）

サワレナイ
- ALL or NOTHING
- 5×20 All the BEST!! 1999-2019（初回限定盤2）

アレルギー
- ARASHI Anniversary Tour 5×10

野性を知りたい
- 5×20 All the BEST!! 1999-2019（初回限定盤2）

ココロチラリ
- ALL or NOTHING
- ARASHI AROUND ASIA Thailand-Taiwan-Korea（初回限定盤）
- ARASHI Anniversary Tour 5×10